# Nanda (actriz)
Nanda Karnataki (Kolhapur, 8 de enero de 1939 - Bombay, 25 de marzo de 2014) fue una actriz de cine indio que apareció en películas hindi y marathi.

## Vida personal
Nanda nació en una familia del espectáculo Maharashtrian, su padre fue Vinayak Damodar Karnataki (Master Vinayak), un exitoso actor y director Marathi. Su padre murió cuando Nanda era una niña. La familia se enfrentó a tiempos difíciles. Ella se convirtió en una artista infantil y les ayudó a trabajar en películas como Jaggu en la década de 1950. Fue educada en casa por el renombrado maestro de escuela y comisionado de Bombay Scouts, Gokuldas V. Makhi. Su hermano es el director de cine marathi Jaiprakash Karnataki y Jayashree Talpade es su hermana-en-ley.

## Carrera

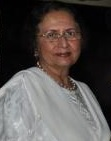
Nanda.

El tío paterno de Nanda, V. Shantaram, le dio una gran oportunidad para el casting en una exitosa saga de hermanos Toofan Aur Diya (1956). Recibió su primera nominación a los Premios Filmfare a la Mejor Actriz de Reparto en Bhabhi (1957), donde se afirmó que la razón por la que no ganó fue porque hubo cabildeo de involucrados. Luego interpretó papeles secundarios de estrellas como Dev Anand en Kala Bazar, e hizo pequeños papeles en grandes películas como Dhool Ka Phool.

## Filmografía
- Prem Rog (1983)
- Mazdoor (1982)
- Ahista Ahista  (1981)
- Jurm Aur Sazaa (1974)
- Asliyat  (1974)
- Naya Nasha (1973)
- Chhaliya (1973)
- Qatil Kaun (1973)
- Joroo Ka Ghulam  (1972)
- Prayeshchit (1972)
- Parineeta  (1972)
- Shor (1972)
- Ummeed  (1971)
- Woh Din Yaad Karo (1971)
- Adhikar (1971)
- Rootha Na Karo (1970)
- The Train  (1970)
- Badi Didi (1969)
- Dharti Kahe Pukar Ke (1969)
- Raja Saheb (1969)
- Ittefaq  (1969)
- Beti (1969)
- Abhilasha (1968)
- Juari (1968)
- Parivar (1967)
- Pati Patni (1966)
- Neend Hamari Khwab Tumhare (1966)
- Bedaag (1965)
- Akash Deep (1965)
- Mohabbat Isko Kehte Hain (1965)
- Gumnaam   (1965)
- Jab Jab Phool Khile  (1965)
- Teen Deviyan  (1965)
- Kaise Kahoon (1964)
- Mera Qasoor Kya Hai (1964)
- Nartaki(1963)
- Aaj Aur Kal (1963)
- Mehndi Lagi Mere Haath (1962)
- Aashiq  (1962)
- Char Diwari (1961)
- Hum Dono (1961)
- Amar Rahe Yeh Pyar (1961)
- Kanoon (1960)
- Usne Kaha Tha (1960)
- Kala Bazaar (1960)
- Anchal (film) (1960)
- Apna Ghar(1960)
- Chand Mere Aaja (1960)
- Jo Hua So Bhool Jaa(1960)
- Chhoti Bahen (1959)
- Barkha (1959)
- Qaidi No.911 (1959)
- Zara Bachke (1959)
- Naya Sansar (1959)
- Pehli Raat (1959)
- Dulhan (1958)
- Dhool Ka Phool (1959)
- Bhabhi (1957)
- Agra Road (1957)
- Saakshi Gopal (1957)
- Bandi (1957)
- Luxmi (1957)
- Ram Luxman (1957)
- Toofan Aur Diya (1956)
- Shatranj (1956)
- Bandish (1955)
- Jagat Guru Shankaracharya (1955)- como actriz infantil
- Jagriti(1954)- como actriz infantil
- Angaray (1954)- como actriz infantil - como bebé Nanda
- Jaggu (1952)- como actriz infantil
- Mandir (1948)-como actriz infantil (Debut en Cine)